# Sunfish Holy Breakfast
Sunfish Holy Breakfast is de negende ep van de Amerikaanse indierockmuziekgroep Guided by Voices. De nummers op het album waren oorspronkelijk geschreven voor Under the Bushes, Under the Stars.

## Tracklist
1. "Jabberstroker"
2. "Stabbing a Star"
3. "Canteen Plums"
4. "Beekeeper Seeks Ruth"
5. "Cocksoldiers and Their Postwar Stubble"
6. "A Contest Featuring Human Beings"
7. "If We Wait"
8. "Trendspotter Acrobat"
9. "The Winter Cows"
10. "Heavy Metal Country"